# Luperina standfussi
Luperina standfussi là một loài bướm đêm trong họ Noctuidae.